# Loredana Dinu
Loredana Dinu (nacida como Loredana Iordăchioiu, Craiova, 2 de abril de 1984) es una deportista rumana que compite en esgrima, especialista en la modalidad de espada.
Participó en los Juegos Olímpicos de Verano, obteniendo una medalla de oro en Río de Janeiro 2016, en la prueba por equipos (junto con Simona Gherman, Simona Pop y Ana Maria Popescu), y el sexto lugar en Londres 2012, en la misma prueba.
Ganó tres medallas en el Campeonato Mundial de Esgrima entre los años 2010 y 2015, y seis medallas en el Campeonato Europeo de Esgrima entre los años 2006 y 2016.

## Palmarés internacional
| Juegos Olímpicos   | Juegos Olímpicos        | Juegos Olímpicos  | Juegos Olímpicos   |
| Año                | Lugar                   | Medalla           | Prueba             |
| ------------------ | ----------------------- | ----------------- | ------------------ |
| 2016               | Río de Janeiro (Brasil) | Medalla de oro    | Espada por equipos |
| Campeonato Mundial |                         |                   |                    |
| Año                | Lugar                   | Medalla           | Prueba             |
| 2010               | París (Francia)         | Medalla de oro    | Espada por equipos |
| 2011               | Catania (Italia)        | Medalla de oro    | Espada por equipos |
| 2015               | Moscú (Rusia)           | Medalla de plata  | Espada por equipos |
| Campeonato Europeo |                         |                   |                    |
| Año                | Lugar                   | Medalla           | Prueba             |
| 2006               | Esmirna (Turquía)       | Medalla de oro    | Espada por equipos |
| 2008               | Kiev (Ucrania)          | Medalla de oro    | Espada por equipos |
| 2011               | Sheffield (Reino Unido) | Medalla de oro    | Espada por equipos |
| 2012               | Legnano (Italia)        | Medalla de plata  | Espada por equipos |
| 2015               | Montreux (Suiza)        | Medalla de oro    | Espada por equipos |
| 2016               | Toruń (Polonia)         | Medalla de bronce | Espada por equipos |